# Celso Guity
Celso Fredy Güity Núñez (13 de julho de 1957 – Flórida, 11 de fevereiro de 2021) foi um futebolista hondurenho que atuou como atacante.

## Carreira
Guity jogou no Marathón, com o qual conquistou o campeonato nacional de 1985.
Fez parte do elenco da histórica Seleção Hondurenha de Futebol da Copa do Mundo de 1982, ele não atuou. 

## Morte
Guity morreu em 11 de fevereiro de 2021 na Flórida, aos 63 anos de idade, de tumor ósseo.